# Acanthastrea amakusensis
Espèce
Statut CITES
Acanthastrea amakusensis est une espèce de coraux appartenant à la famille des Mussidae. Selon WoRMS, cette espèce n'est pas valide et correspond à Micromussa amakusensis.